# NGC 7222
NGC 7222 (również PGC 68224 lub UGC 11934) – galaktyka spiralna z poprzeczką (SBb), znajdująca się w gwiazdozbiorze Wodnika. Odkrył ją Albert Marth 11 sierpnia 1864 roku. Jest to galaktyka z aktywnym jądrem.
W galaktyce tej zaobserwowano supernową SN 2008dr.